# 勇者30 SECOND
『勇者30 SECOND』（ゆうしゃさんじゅう せかんど）は、2011年8月4日にマーベラスエンターテイメントから発売されたPlayStation Portable用のゲームソフト。
2014年4月4日にはWindows版がSteamで『Half-Minute Hero: The Second Coming』として発売された。

## 概要
フリーゲームの『三十秒勇者』が元となった『勇者30』の続編となっており、システムが王道のRPGに一本化され、新しいゲームモードやシステムを採用した他、プレイヤーがステージを作成するロマンシング・ツクレールも追加された。
前作の正当な続編であり、前作の登場人物や敵、アイテムも多数登場する。ゲーム画面は変わらず拡大されたようなドット絵だが、前作よりもドットが細かく精密に描かれている。
ジャンル名は「超速ドラマチックRPG」。その名の通り今作は前作以上にストーリー性を重視しており、全5章からなる一貫した物語になっている。本編のクエストだけでもその数は70を超える。魔王や神が世界を滅ぼすまでの30秒以内にその元凶を倒なければならない。中には別の理由で30秒の制限時間が設けられていたり、逆に30秒耐え抜くミッションなども存在する。
ダウンロードコンテンツ（以下、DLC）を導入することでステージを追加することが出来る。料金は500円でPlayStation Storeから利用可能。初回版にはDLCのプロダクトコードも同梱されている。
「週刊ファミ通」2011年8月11日号の新作ゲームクロスレビューにてゴールド殿堂入りを果たした。

## 内容
レベルを上げ、装備を整え、町の人の頼みをきく……などのRPGでよくあることを、全て30秒以内にやらなければならない。が、町にいる間だけは時間が止まる。ステージの中には、サブイベントや隠しアイテムが多数盛り込まれている。
また時間がなくなってきたら、時の女神や30号にお祈りをすることで、30秒まで時間を巻き戻してもらえる。ただし有料であり、時間を戻すたびに要求される金額は高くなっていく。
前作と違いシンボルエンカウント制になっており、敵の強さが敵アイコンで点滅する光の色で分かるようになっている。点滅しない敵は主人公と同格。黄色く点滅する敵は少し強く、赤はかなり強い。青く点滅する敵は主人公より圧倒的に弱く、接触すると戦闘に入ることなく倒すことが出来る。

## システム
基本的なシステムは前作と同じだが、本作は新たなシステムも盛り込んでいる。主なものを以下に記す。

### 戦闘関連
- パーティ編成

前作はステージ毎に仲間が存在したが、今作は仲間になったキャラはイベントで外れない限りそのまま主人公に同行する。そのため、仲間が多くなれば最大5人のパーティを編成する必要がある。また、「陣形」を選択することも可能でさまざまな恩恵を受けることが出来る。
- スキル

今作では戦闘中にスキル（必殺技）が発動することがある。スキル毎に閃き率が設定されており、発動すればその間は時間が停止して攻撃や回復などの効果を発揮する。主人公は武器から取得可能で、装備中の武器のスキルとマスターしたスキルを使用することが出来る。仲間達はそれぞれ専用のスキルを持つ。
- クラス

主人公はクラスを変更することが出来る。剣士、槍使いなどが存在し、それぞれ使用可能スキルやパラメータ、得意武器が異なる。

### フィールド関連
- グローバル

クエスト以外の移動パート。ステージ選択制だった前作とは異なり、今作はステージ間は自由に冒険出来るようになっている。時間制限はないが、同時に時の女神の加護もないため、得られる経験値とお金は微々たるものである。しかし、グローバル中に得たそれらは一切没収されることはないため、ここでレベルを上げればその分強い状態からステージを開始することが出来る。
- グローバルダンジョン

グローバル中に立ち入ることが出来るダンジョン。一度クエストでクリアしたダンジョンに限るが、クエスト中とは内部構造が変わっている。レアなアイテムが存在し、中には条件を満たさなければ開かない扉などもある。ただし、ダンジョン内でやられると得たアイテムは全て宝箱に戻ってしまう。アイテムを持ち帰るには一度自分の足でダンジョンを出なければならない。
- 勇者城

ストーリーが進むと手に入る移動要塞。城に足が付いただけのシンプルなデザインだが、戦闘も可能。中には仲間達が居て会話をしたり買い物をすることが出来る。増築することで城の上に新たな城を乗せることが出来る。城はパーツとして分類され、西洋の城以外にも日本風の城やお菓子の城など、さまざまな種類が用意されている。また、脚部もいくつかのパーツが用意されている。最初の段階では移動可能な地形が少ないという制約があるが、新しいエンジンを搭載することで移動可能範囲が広がる。勇者城はストーリーを跨いでもすぐに登場するため、ゲーム全体を通して利用することになる。
クエスト中も乗り込んで操縦可能。通常のモンスターであれば踏み潰して瞬殺出来る。クエスト中には巨大モンスターが登場することもあり、どんなにレベルが高くても生身では一瞬でやられてしまう。これらを倒すには勇者城で戦う必要がある。また、勇者城もクエスト中は超速レベルアップ可能で、モンスターを倒す度にスピードや戦闘力が上昇する（小さいモンスターを踏み潰すだけでも良い）。ただし、小さいモンスターを踏み潰してもお金は手に入らない。

### その他
- 称号屋

前作同様、多数の称号が存在するが、今作では集めた称号に応じて褒美がもらえるシステムとなっている。勇者城に勝手に住み着いたマオウに話すと取得済みの称号が確認でき、一定数集めるとアイテムが貰える。
- 女神ローン

クエスト中に借金が可能。ただし、利子は毎秒3％と高額で、返済しないままボスを倒そうとすると「借金鳥」という強力なモンスターに襲われてしまう。
- 強くてやり直す

クリア済みのステージは何度も挑戦出来るが、前作とは違ってそのステージ以降に手に入れた装備品の持ち込みも可能。また、初期レベルもグローバルレベルが適用される。

## ストーリー
ストーリーは大きく分けて5つだがこの他にもさまざまなモードが存在する。

### 勇者30 OVERTURE
「序曲」を意味する本作の序章。前作の最後の戦いより100年後、女神暦600年が舞台。主人公はブレイブ王国・王宮直属遊撃隊の隊長ユーシャ。エイトエレメンツという獣討伐の任務を受けたユーシャ。彼らがホロビのブレスを放つまでの30秒間に討伐する。
パーティに加わるキャラはナイト、ルルフィ、ローケン、ガイ。クエストの数は12個。
OVERTUREとJUDGEMENTはいわば前編、後編に当たるシナリオであるため、他のシナリオに比べるとクエスト数は少なめである。

### 勇者30 JUDGEMENT
「天罰」を意味する第二章でありユーシャ編終章。OVERTUREをクリアするとプレイ可能になる。エイトエレメンツの全滅により魔界の封印が解け、地上に攻めてきた魔王達を倒す。
パーティに加わるキャラはコール、リィナ、オルトロス。隠しキャラとしてグリアードがパーティに加わる。このシナリオで「勇者城」を入手する。クエストの数は13個。

### 勇者30 REVOLUTION
「変革」を意味する第三章。JUDGEMENTをクリアするとプレイ可能になる。
女神暦800年の平和な世界が舞台。他のシナリオに比べると文明が発達しており、SF要素も登場する。育ちのいい王国の王女のユシアが主人公。魔王兵器と人造魔王「グリモワール」を作り出す帝国との戦いを描く。
パーティに加わるキャラはレバン、ナナコ、シャマル、テツ、シルベリア、アテナ、おじさま。クエストの数はダウンロードコンテンツ（DLC）を含めると25個。
勇者300 REVOLUTION
勇者30 REVOLUTIONの最終ステージ。魔皇帝が地上を滅ぼすまでの60秒間に破滅を阻止し最終的に魔皇帝を倒す。
地上の破滅を3回阻止し魔皇帝を倒し大陸から脱出するという5つを300秒で行わなければならず、それぞれの制限時間は60秒。
前作の最終ステージである「勇者300」とは違い各行動の制限時間が60秒のため時間を巻き戻すことができる。
勇者30 SEXY DYNAMITE
ダウンロードコンテンツ。ユシアの故郷を舞台に繰り広げられる物語で、そのタイトル通りお色気と軽い下ネタに溢れたステージが用意されている。

### 勇者30 RAGNAROK
「終末」を意味する第四章。REVOLUTIONをクリアするとプレイ可能になる。
女神暦999年の神々によって荒廃した世界が舞台。主人公は破天荒なレジスタンスのリーダー・ユウジャ。
REVOLUTIONの後、地上へと出て来て人類との共存を始めた魔族。しかし神々は魔族を悪と認識し、殲滅するために地上へ降臨。ハメツの詩を唱える神々と、豹変した時の女神（黒女神）との戦いを描く。
このシナリオでは序盤を除いて時の女神が同行しないため、時の女神型アンドロイド・30号に時間を巻き戻してもらう。
パーティに加わるキャラはカリン、フランシスカ、天使オロンまたは悪魔オロン、サッチャン。隠しキャラとしてコザイン、アシュラコがパーティに加わる。クエストの数はDLCを含めると26個。
勇者30億 RAGNAROK
勇者30 RAGNAROK最終ステージ。時の黒女神がハメツの黒詩で世界を滅ぼすまでの30億秒で、膨大なタイムストリームを持つ者の消滅によって出現するタイムホールを使って現代に戻る。
このステージはクゥの歌をバックに進む事となり、全てのイベントがほぼリアルタイムで進行する。
30億秒とは言ってもタイムホールに入って未来の時代に行くと時間が急激に加速するため、実質的には300秒もない。また、前述のようにこのステージはほぼイベントで進行するため、駆けずり回る必要はあまりない。ただし、隠し要素も存在する。
戦国勇者参十
ダウンロードコンテンツ。日本の形をした島国「日の本」の戦国時代にユウジャが介入する。その性質上、本編よりも複雑なルールが適用されている。

### 勇者30 DESTINY
「運命」を意味する最終章。RAGNAROKをクリアするとプレイ可能になる。
RAGNAROKの直後、時の女神が自分を操っていた運命に復讐するために勇者城ごと天界に乗り込むところから始まる。復活したユーシャが再び主人公を務め、仲間を集めて運命の打倒を目指す。
パーティに加わるキャラはユウジャ、ユシア、その他今までのキャラ全員がパーティに加わる。勇者300 REVOLUTIONであるイベントを発生させると真・おじさまがパーティに加わる。隠しキャラとして三名がパーティに加わる。ステージの数は隠しステージを含めると7個。
THE LEGEND of HERO
勇者30 DESTINYの最後のステージであり、本作の最終ステージ。
前作の最終ステージとは異なり、システム自体は通常と変わらない。中ボスを倒しながら最深部を目指し、最終ボスである「運命」を倒せばグランドフィナーレを迎える。
勇者3D
シナリオをクリアするとプレイ可能になる。3秒以内に神をたおすという伝説の3秒クエスト。
3Dとは「スリーディー」でも「三次元」でもなく、「スリーダッシュ」と言う意味である。前作の「勇者3」と同じだが、システムの変更上、前作とは異なる感覚でプレイする必要がある。

### 勇者無限
無限に出現する魔王をそれぞれ30秒以内に倒すモード。5体倒すごとに村の商品がランダムに変化し10体倒すごとに違うステージに移動する。100体倒すと最初のステージに戻る。ステージの中には前作のステージも登場する。

### 勇者タイムアタック
クリア済みのステージを選択して挑戦するタイムアタックモード。本編と兼ねていた前作とは異なり、モード分けがされている。成績に応じて称号が与えられる。レベルはリセットされるが、本編で手に入れた装備品と仲間にしたキャラクターは全て使用可能であり、自由にカスタマイズして挑戦することが出来る。
なお、今作では難易度設定は「勇者無限」と「勇者タイムアタック」でのみ可能。

### 真・勇者大戦
前作の「勇者大戦」に続く多人数通信プレイモード。アドホック通信を利用して最大四人までの同時プレイを楽しむことが出来る。

### ロマンシング・ツクレール
ステージを自作するモード。マップの配置、モンスター、イベントの設定などを自由に編集し、オリジナルの「勇者30」ステージを作成することが出来る。ダウンロードコンテンツで新たなパーツを追加することも可能。また、ここで作成したステージは真・勇者大戦でプレイしたり、専用サーバー上にアップロードも可能である。

## 登場人物

### 主要人物
ユーシャ、ユシア、ユウジャの名前は変更可能。
ユーシャ
勇者30 OVERTURE、JUDGEMENT、DESTINYの主人公であり、本作の主人公。ブレイブ王国の王宮直属遊撃隊の隊長。誰もが認める実力の持ち主だが王国に来る以前の記憶がない。背中に片方だけの翼を持つ。クールで感情表現に乏しく、任務に忠実な任務人間だが情も解する性格。ストイックに任務をこなす一方で、人助けとなれば任務に関係なく率先して行う優しさの持ち主でもある。また、足が速い。
幼い頃、ブレイブ王国近くの砂浜で気絶していたところを王女のシエルに拾われブレイブ王国に住むことになる。女王マリアには実の息子のように育てられ、女王の力になるために遊撃隊に入ることを決意。ヤーシュに修行してもらい、見事、遊撃隊に入ることができた。
ヤーシュ、ガイと共に残党魔王討伐の任務にあたっている最中、ハメツの呪文を唱える残党魔王に遭遇。僅か30秒の時間制限に一時はピンチに陥るも、時の女神と契約を結んだことで超速レベルアップが可能となり、残党魔王を倒した。その後エイトエレメンツ討伐任務を受け、王国兵士ラミスともに任務に当たる。しかし実はエイトエレメンツは魔界の門を封印するための獣であり、その全滅は魔界の門の開放を意味していた。それを阻止するためのセキュリティとして呪いを掛けられ、自らハメツの呪文を唱えてしまうが、おじさま（ユウシャ）によって翼を斬られたことで阻止された。この時、タイムストリームの流れを受け、この世界の全てを弄ぶ「運命」の存在を知り、復讐を決意する。
その後、大罪人としてブレイブ王国の牢獄に入れられてしまうが囚人のコールの協力を得て、脱獄することに成功。偽物の女王を倒したが、死神魔王ラミデスの策略でヤーシュに「女王を殺した」という勘違いをされてしまう。王国を立ち去った後、地上に放たれた魔王を全て倒す旅に出る。長い戦いの末、超大魔王メツヴォロスを倒すも人間の域を超えた行動をしたため消滅し、世界のタイムストリームの一部になる。その後、メツヴォロスがタイムストリームから魔王を復活させていたように自らを400年掛けて再構成し、復活を果たす。天界にて勇者一族と合流。ヤーシュと決着をつけ、「運命」を倒して復讐を果たした。戦いの後は時の女神達の前で初めて笑い、シエルの元へ戻った。
その正体は伝説の勇者ユウシャと天使のサーシャの間に生まれた人間と天使のハーフである。片翼はハーフであるが故のもの。足の速さも父親譲りである。幼いころ勇者一族の血をひくことからメツヴォロスに命を狙われてしまう。メツヴォロスの攻撃を時の女神が盾になって守った際に女神が誤って500年もの未来にユーシャを飛ばしてしまった。後にこの事故は運命が裏で糸を引いていた事実が判明。伝説の勇者の息子であるユーシャを利用し、女神暦600年に適度な破滅と平和を齎すために仕組まれた事件であった。
ユシア
勇者30 REVOLUTIONの主人公。ユーシャの子孫である王女。女神学園の生徒でもある。自身に流れる勇者の血に誇りを持っており、困っている人は捨て置けない優しい性格だが、「勇者なら」「勇者らしく」と言うと大抵は乗せられてしまい、友人達からは便利な「勇者モード」と呼ばれるほど。世間知らずな天然ボケだが、周囲には時の女神を初めとするイロモノキャラが多いため、ツッコミ役に回ることもしばしば。ボウガンソードの使い手であり、他にも「〜ですわ」と言う口調や軽快なテーマ曲など、前作のオウジョを彷彿させる要素が多い。服装もオウジョのドレスに似ている部分がある。また、装備品にもオウジョの縁の品が多数存在する。カエルが苦手。
ひょんなことから冒険の旅に出ることになってしまい、当初はちょっとした冒険のつもりだったがやがては世界の命運を左右する戦いに巻き込まれていく。クロノクリスタルを奪った帝国軍を追って研究所に乗り込むが、そこで人造魔王グリモワールが起動。世界中に散ったグリモワールを倒す旅に出る。長い旅の末、全てのグリモワールを倒すもその力を得た皇帝・魔皇帝によって大陸が浮上。チルドニクスの協力で浮遊大陸に乗り込み、魔皇帝に挑むも力およばず負けてしまう。一時は挫けそうになるも仲間達の支えもあって何度も立ち向かい、その過程で勇者とは何かを悟り、ピュアクリスタルの力を引き出してユウシャと共に魔皇帝を倒した。
後に時の女神によって強制的に天界へと召喚され、混乱していたところをユーシャ達と出会う。事情は「勇者モード」で簡単に納得し、ユーシャ達の仲間となる。運命を倒した後は元の時代の学園に戻り、相変わらずの騒がしい学園生活を送っている。
おじさま好みであり、ヤーシュに襲われた所を助けられて以来ユウシャに惚れ、彼を「おじさま」と呼んで慕っている。
勇者30 SEXY DYNAMITEでは体型や貧乳であることを散々ネタにされるという屈辱を受けながらも魔王ハラスメンツを倒し、故郷を救った。この時、実は彼女の故郷はブレイブ王国であったという事実が明かされる。
ユウジャ
勇者30 RAGNAROKの主人公。レジスタンスのリーダーで、ユーシャやユシアの子孫でもある。神々を倒しながら世界中を旅しており「ゴッドハンター」の異名を持つ。破天荒で豪胆な性格だが、天上天下唯我独尊な所がある上に頭を使うのは苦手。難しい話は理解出来ず、一桁の計算すら出来ないほど。しかし優しい一面も持ち合わせており、ぶっきらぼうながらも気遣いを見せたり、敵であろうと認めた者は仲間にする広い懐の持ち主。皆が楽しく笑って暮らせる世界のために戦っている。
時の女神と共に神狩りの旅を続けていたが、ゴッドナイン降臨の際に時の女神が失踪。さらにはゴッドナインの聖域を打ち破ることが出来ず窮地に立たされるが、クゥと30号の協力でゴッドナインに対抗する手段を手に入れ、長い戦いの末にゴッドナイン全員を打ち倒す。しかし今度は黒女神へと豹変した時の女神と戦うことになり、彼女が生み出したヴィーナスセブンと死闘を繰り広げることとなる。ヴィーナスセブン全滅後は黒女神の神殿にて黒女神を追い詰めるが、黒女神の生み出したタイムホールに吸い込まれてしまう。しかしいくつもの時代を跳躍し、30号の犠牲もあって現代へと帰還。時の女神を正気に戻すも、その代償にクゥが命を落とし、泣き叫んだ。
その後はクゥと30号の運命を弄んだ黒幕を倒すべく、勇者城諸共天界へ殴り込むが、何故か城の中に入れてもらえず生身のまま突入してしまう（女神曰く「ユウジャなら大丈夫と思ったから」とのこと）。しかしそのため、真っ先にユーシャと合流することが出来た。ユーシャらと共に運命を倒し、元の時代へと帰る。クゥの死という現実を再認識して落胆するが、その直後、時の女神によって蘇生させられたクゥと再会を果たした。
時の女神
タイムストリームを司る女神。その正体は神格化したタイムストリームが自我を持ったものであり、作中に登場する「神々」とは異なる。ゲーム中の正確な表記は「時の女神さま」。勇者一族の血を引き継ぐ者たちの世界を救う旅を手助けしている。気まぐれな性格で、お金に対する強い執着心を持っている。遥か昔、超魔王と激しい戦いを繰り広げ、その後ユウシャやオウジョ、マオウなどの女神歴の英雄に力を貸してきたが魔人ノワールの罠に掛かって一度、消滅してしまう。しかしケンジャとして人間に生まれ変わり、ナイトと共に超魔王に対抗するための旅に出ていた。その後、超魔王とその力を吸収したノワールを倒し、時の女神に戻ることができた。
そして女神歴600年、残党魔王ザントのハメツの呪文の発動を感じザントの討伐任務を就いていた、勇者一族の血をひくユーシャと契約を結び、再び世界を救う旅に出る。女神歴800年にはユシアと女神歴999にはユウジャとも契約を結び世界を救う旅に出ている。
世界各地に女神像を置き、契約者が女神像に祈りと現金を捧げることで時間を巻き戻してくれる。女神歴800年に帝国の研究所にデータを取られ、そのデータをもとに時の女神型アンドロイド「30号」が作られた。女神歴999年に神々が地上を荒らしまわり、タイムストリームのバランスを崩したため、タイムストリームそのものである女神は豹変し、時の黒女神になってしまう。ヴィーナスセブンを生み出してユウジャと戦うも、クゥが自らのタイムストリームを犠牲にして歌を黒女神に届けたことによって正気に戻ることができた。クゥのタイムストリームによって「運命」こそが全ての黒幕であると知り、ユウジャ達と共に天界へ乗り込む。集結した勇者一族（女神曰く「勇者一族ドリームチーム」）と共に運命を倒し、勇者一族を元の時代へ送り返した後に一番お金が稼げる時代へ飛んで行った。ラストシーンではユウシャとサーシャの後ろを飛んでいる様子が見られる。
女神学園の理事長も務めており、前作の賢者の姿を取ってケンジャ先生とも名乗っている。天界に「女神リゾート」があり、女神リゾートの奥には、儲けるために作った女神ストラップの返品の山が置いてある。女神リゾートにはエンディング後に行けるようになるが、ステージ名は「ABYSS」であり、リゾートとは名ばかりの正に「奈落」と呼ぶに相応しい悪夢のような難易度のステージとなっている。最深部では時の女神自身と戦うことが出来るがその強さはラスボスを凌ぐほどである。
ヤーシュ
ブレイブ王国の王宮直属遊撃隊の副隊長。ユーシャの幼馴染であり、良きライバル。ユーシャ以上の任務人間であり、ユーシャと違って任務に私情を挟むことは全くない。早くに両親を亡くし女王マリアに育てられたため、現在では女王こそが彼にとっての絶対の存在となっている。幼いころから遊撃隊に入り女王を守ることを望んでいた。
偽者のマリアの命令によりユーシャと戦うが敗北。その後ラミデスの計略でユーシャがマリアを殺害したと思い込み、ユーシャに復讐心を抱き、ラミデスの誘いに乗って魔剣「ユーシャイーター」を手にする。魔剣を手した後は追いかけてきたコウモリをマントにしている。ユーシャを追いかけ魔界で決闘を挑むもまたしても敗れてしまう。
魔剣の力で不死になり、ユーシャが消滅した後は400年に渡り勇者一族の血をひく者を殺そうとする。女神歴800年には帝国の皇女のアテナの護衛につき、ユシアをライバル視するアテナに協力する。女神暦999年ではコロシアムでユウジャとも戦うが敗北。傷付いていたところをクゥに救われ、一時的ではあるが人の心が残っている様子を見せる。黒女神が発生させたタイムホールに飛び込み、過去のユーシャやユウシャを殺害することで歴史を変えようともしたがユウジャに阻止された。
最後は勇者一族を天界まで追いかけ、自らの魂の残りを全て差し出すことを条件に魔剣の真の力を引き出した。そして勇者城に対抗して作ったヤーシュ城で壮絶な戦いを繰り広げるも魔剣を破壊されて敗北。魂を魔剣に喰われ続けていたために余命幾許もなかったが、コウモリに変えられていたマリアが自分の魂を代替にしたことで救われる。勇者一族に協力するというマリアの最期の頼みを受けるも、「考えさせてくれ」と言って魔人迷宮の奥に入っていく。最深部にてユーシャと決着を付け、共に闘うことを誓う。戦いを終えた後は王国に戻っている。
本作で仲間にする条件が最も厳しいキャラである。桁外れの難易度を誇るグローバルダンジョン「魔人迷宮」の最深部にて勝利せねばならず、尚且つ勝負を挑むために各シナリオに隠されたあるアイテムを集める必要がある。その上、勝負はユーシャと1対1で行われ、かなりの強さを誇る。
おじさま
クリスタルの中に封印されていた壮年の男性。ドラゴンすら寄せ付けないほどに暴走したユーシャでさえも歯が立たず、ユウジャも素直に強さを認めるなど、圧倒的な戦闘力の持ち主で、時代を股にかけて活躍する。ユーシャの暴走を止めた後はその200年後、ユシアのピンチを度々救い、彼女の冒険にも同行。空中大陸にてユシアと共に魔皇帝の野望を打ち砕き、追ってきた魔皇帝の抜け殻にトドメを刺して生還した（プレイヤーの行動次第ではここで空中大陸と運命を共にしてしまう場合も）。「ナイスミドル」や「シブいおじさま」と呼ばれることもしばしばで、「おじさま」という呼称はユシアにそう呼ばれたため。
その正体は前作の主人公である伝説の勇者ユウシャであり、ユーシャの父親。前作の戦いの後、再び地上に溢れた魔王達を倒す旅に出ていた。その旅の最中サーシャと再会し、彼女との間に息子ユーシャをもうける。しかしユーシャが別の時代に飛ばされたことを知ると、時の女神に頼んでかつてと同じように自身をクリスタルに封印。息子を助けるために時を超えた。前作の最強クラスの武器である「ブレイブブレイド」と「勇者の剣」を未だ携えており、天界で勇者一族と合流した際には息子にブレイブブレイドを渡して自身は勇者の剣で戦った。
ユシアとの冒険の後、天界にて勇者一族と合流。以降は名前表示が「真・おじさま」に変わる。息子や子孫達と共に運命を打ち倒した。その後は予め時の女神に頼んでいた通り帰るべき時代（どの時代かは秘密らしい）へと帰り、サーシャと共に新たな冒険に出発した。
前作の主人公だったこともあり、本作でも無口。しかしユシアは的確に意思疎通していた。運命との最終決戦においてもやはり喋らないが、ユシアによると非常に熱い台詞を放っていたらしい。世界を救った英雄だけあって非の打ち所のない人物かと思いきや、帝国城の結界に後先考えず突っ込んだり、魔王ハラスメンツの色仕掛けにあっさり誘惑されたりと言った一面も。また、彼のテーマ曲は前作のメインテーマのアレンジである。
本編中には操作することはないが、ロマンシング・ツクレールでは操作キャラとして設定することができる。

### 勇者城
ナイト
前作に引き続き登場。時の女神の騎士。前作の戦いの後から時の女神を守るために時を止められている。実質的には百年以上に渡って奴隷のように女神に扱き使われている。本作では旅の途中のユーシャと出会って以降、最後まで勇者一族と共に戦った。また、戦闘要員以外にもクラス変更の役割を持つ。前作に比べると天然ボケな発言は少なく、寧ろ女神達に良いように扱われる弄られキャラと化している。
マオウ
前作に引き続き登場の自称「女神暦史上最も美しき魔王」。恋人のミレニアを常に連れ添っており、相変わらずツッコミを受けている。前作の戦いの後は世界を守りながら暮らしていたが、勇者城の前をたまたま通りかかった際に勝手に城の主を名乗り、住み着いた。称号に応じてアイテムを渡す役割であり、条件を満たさない限り戦闘には参加しないが、時の黒女神戦ではちゃっかり他の仲間達に混じってユウジャに加勢していた。
フランシスカ
前作に敵として登場した元無限武器魔王。武器をコレクションするのが趣味で、常に大量の武器に囲まれている。ユウシャに倒されたはずだがメツヴォロスによって復活し、再び珍しい武器を巡って勇者一族と対立。ユーシャに敗れたためにその後は勇者城に住み着いて武器を合成してくれる。元々世界の破滅など望んでおらず、寧ろ破滅で武器達が失われることを危惧してユーシャ達に協力する（前作で世界を破滅させようとしたのはそれに気付かなかったため）。後にユウジャの時代では自身も戦闘に参加し、仲間になる。
ダイクン
城大工。勇者城のメンテナンス、カスタマイズを担当する技師。パーツを渡せば瞬く間に改造を完了する腕前の持ち主。彼の正体については最後まで謎である。天界ではまるで初めて来た訳ではないような素振りを見せていた。
ゾウチクン
勇者城の増築を担当する技師。大金を払えば勇者城にさらに城パーツを上乗せ出来るようにしてくれる。ダイクンとの関係性および彼の正体についても最後まで謎である。
ルルフィ
魔法使い見習いの少女。女神暦600年の人物。ややぶっきらぼうな性格だが根は優しく、苦しめられている人々を救うためにユーシャに協力する（ただし、一瞬理由として「ヒマなの」と答えそうになった）。一時の同行のはずだったが師匠の言い付けを受けて、以降もユーシャの旅に付いて行った。勇者城内では回復アイテムと召喚石を売ってくれる。時寄せの石がなくても勇者城にいるものの、時寄せの石がないとユシアやユウジャの仲間として使用することはできない。
なお最終的にはユーシャが好きになっていたような描写がある。

### 女神歴600年
ガイ
ブレイブ王国の王宮直属遊撃隊の隊員の一人。友人であるユーシャ、ヤーシュとともに任務をこなしている。軽い性格だが付き合いは良く、最後までユーシャと共に戦った。ユーシャが任務に集中している間にも王国の動向を知らせたりと、陰ながら活躍していた。このためユーシャとは別にさまざまな地域に行っていたので、女神歴600年のシナリオでは一部のクエストでしか仲間として使用することはできなく、自由に使えるのはREVOLUTION以降である。
能力的には最終的にはユーシャには及ばないものの、ユーシャ・ヤーシュの両方とパーティを組めば強力な全体攻撃が可能である。
ユーシャが牢獄に入れられた際に一緒に牢獄に入れられてしまうが脱獄。ヤーシュを追っていたが後にユーシャと合流した。勇者城の搭乗員になり、メツヴォロス戦の後も勇者一族に力を貸している。レディには優しいが男は嫌いらしく、ユシアと共闘した時は乗り気でもユウジャの時は消極的だった。
天界で戦いのときに、ヴァールハイトを倒すためにコールと共にテツの自爆機能で命を落とした。しかしユーシャが時寄せの石を使うことで他の仲間達共々生き返った（時寄せの石を取らなかった場合は時の女神が運命の欠片を利用したことで生き返る）。
シエル
ブレイブ王国の王女。浜辺で倒れていたユーシャを発見し、母と共に城へ連れ帰った。以降は兄妹のように暮らしており、現在ではユーシャに淡い想いを抱いている。お忍びでユーシャの後を追ったりと行動力がある一方で無鉄砲でもあるが、王族としての責務を放棄することはない責任感のある性格。母亡き後は王座に就き、ユーシャの汚名をそそぐために尽力する。最後は「運命」を倒して無事に帰還したユーシャと再会を果たした。
マリア
ブレイブ王国の女王。シエルの母。ユーシャやヤーシュを含め多くの兵士から慕われているが、最近から様子がおかしいと噂されている。実際は現在の女王は処刑魔王パニッシャーが化けたものである。本物は生死不明とされたが、実はラミデスの呪いによってコウモリの姿に変えられており、修羅の道を進むヤーシュを案じながらも彼の傍に居続ける。魔剣ユーシャイーターが破壊された際に呪いが解け、元の姿に戻るが、マリア自身も魔剣に魂を喰われており、残りの魂をヤーシュに与えて消えていった。
処刑魔王パニッシャー
マリアに化けてエイトエレメンツ討伐の命令を与えた魔王。とあるクエスト終了時に女王に成り代わっていた黒幕的存在として登場するが、実際は死神魔王ラミデスの駒に過ぎない。
ユーシャと対峙した際には挑発によってユーシャの逆鱗に触れ瞬殺される。その後取引で情報と交換で命乞いをしたが、現れたラミデスにトドメを刺されて完全に消滅した。
ラミス
ユーシャのエイトエレメンツ討伐任務に同行した兵士。しかしその素性は謎に包まれている。
その正体は死神魔王ラミデス。かつての戦いでは呪いによってユウシャを苦しめたが、サーシャの協力で真の勇者に覚醒したユウシャに敗れた。その後復活するも再び倒された筈だが、メツヴォロスの力でまたしても復活。魔界の解放のためにユーシャを利用した。
ヤーシュを騙して復讐心を抱かせたり、彼が魔剣を手にするように仕向けたりと前作以上に陰湿な手でユーシャを弄ぶも、イテツーク城での戦いで敗北。再び消滅した。
ローケン
さすらいの老剣士。奥義「燕返し」の使い手でもある。エイトエレメンツに挑んだ所、あっさり返り討ちに遭った挙句、剣を折られてしまう。しかしユーシャが剣を修理した事で戦意を取り戻し、仲間になる。その後ユーシャが投獄されるとともにナイトたち同様にお尋ね者になるが、最後までユーシャについていった。
メツヴォロスとの決戦ではゾゾーラスの憤怒の炎をまとめて斬るにまで剣術が達していた。
コール
ユーシャが牢獄で会った囚人。竹を割ったような性格で、今の女王はおかしいと本音を堂々と言った結果、投獄された。帰りを待つ恋人スローのために脱獄を企て、ユーシャに話を持ちかけた。脱獄後は故郷で恋人と再会を果たすも、偽女王を倒しにユーシャと共に王城へ。以降もユーシャの魔王退治の旅に同行した。落ち着くからと言う理由で脱獄後も囚人服を着ている。
彼とその恋人の名前はコールスローから。
リィナ
ハープで不思議な音色を奏でる少女。彼女のハープにはモンスターや動物を眠らせる力がある。声を聴くだけでその人の本質を見抜くことができ、罪人の濡れ衣を着せられていたユーシャが人々に信用されるきっかけとなった。魔王退治に協力した後もユーシャの旅に同行する。
グリアード
前作にも登場した鳥人。かつての戦いでは生死不明だったが100年の時を経て無事な姿を見せる。空を我が物顔で闊歩する四天大王タイランツを倒すため、ユーシャ達に協力。以降は仲間となり、勇者城に搭乗する。
この時代の仲間では唯一仲間にする条件がある。
オルトロス
狼型のモンスター。語尾に「ガウ」とつけて話す。元々は魔王の命令でリィナを拉致するも、本来の優しい性格を見抜かれて結局彼女と友達になり、後にリィナを追ってユーシャ一行と合流。仲間になる。魔界では四天大王ヴェトラに憑依されたリィナの救出に尽力した。
黒騎士魔王ザイン
前作にも登場した魔王。ユウシャに倒されたが、メツヴォロスによって復活。かつてと同じように大草原にてユーシャと戦うも敗北し、ユーシャの父親の情報を与えて消滅した。今作では魔王と言うよりも武人としての一面が色濃くなっており、内心は世界の平和も望んでいたことが明らかになった。
コザイン
黒騎士魔王の息子。ザインをそのまま小さくしたような姿をしている。父の仇を討つべく勇者一族を付け狙う。
悉く負けた挙句、最後はコロシアムでユウジャと対決。父と同じ姿へと進化するもユウジャに敗北してしまう。一時は死を覚悟するが、父の遺志を汲み、ユウジャに仲間として迎え入れられる。
超大魔王メツヴォロス
魔界の新たな支配者。ユーシャが未来に飛ばされた事件の元凶でもある。エイトエレメンツが倒されたことで地上に現れ、四天大王達に地上の蹂躙を命じる。魔界にてユーシャと対決し、一度はその圧倒的な力で勝利。マグマに囲まれた地下で破滅の呪文を唱えようとするも、マグマを超えて追ってきたユーシャに敗れ、消滅した。
その正体は運命によって生み出された存在。前作の戦いによって魔王勢力の弱体化が進んだためにその補完として誕生させられた。衰退した魔王達を再び世界を危機に陥れるほどの脅威とするため、タイムストリームから死んだ魔王を復活させる能力を与えられた。

### 女神歴800年
ナナコ
ユシアの幼馴染。科学者の孫であり、ナナコ自身も発明家である。ユシアの使うボウガンソードを開発したのも彼女である。
レバン
ユシアの友人でお目付け役。腕の立つスナイパーだが、ナルシストの気がある。旅先ではやたらと美しさを引き合いに出しながらも的確なアドバイスでユシアをサポートする。
ユシア・ナナコとパーティを組むことで強力な全体攻撃を発動することができる。
アテナ
帝国の皇女でユシア以上の世間知らず。グライダーと呼ばれる飛行マシンに乗って空を飛び回る。高飛車な性格で庶民を見下す傾向があるが、性根は優しく父親思いで友達思い。所謂ツンデレ。
ユシアとは何度も衝突するが、度々酷い目に遭いながらもいつしかライバルのような間柄になる。当初はユシアが王女であることを知らず、ただ楽しいから遊び気分で勝負を挑んでいただけであった。ユシアが帝国の野望を阻止しようとしていることを知ると本気で襲い掛かって来る。しかし父の真意を知ったことで不本意ながらもユシアに協力し、友達となった。魔皇帝に敗れて挫けそうなユシアを叱咤するといった一面も見られた。
天界での戦いでヴァールハイトの道連れにされて死亡してしまう。しかしガイ達同様、時寄せの石（或いは運命の欠片）で生き返る。その性格故に唯一の友達であるユシアにはやけに肩入れする一方で、それ以外に対しては相変わらず高飛車であり、シルベリアに「少しはユシア姫以外とも仲良く・・・」と嗜められるほど。勇者一族の中でもほぼユシアだけに肩入れしていたが、ユーシャには内心惚れていた模様。
シャマル
獣人の少女で、あまり上手く言葉が話せない。獣人達は勇者城を「神様」と信じており、掘り出そうとしていた。ユシアが勇者城を操作出来ることを知ると同行し、魔王兵器退治に協力。以降は仲間となる。
テツ
帝国研究所に放置されていたロボット。ナナコが修理したことで起動し、仲間になる。一度だけ使用可能な飛行機能が付いていたが、ナナコがユシアを驚かせるために使ってしまった。
また、自爆機能も所持している。本編ではヴァールハイトを倒すために自らを犠牲にしたが（後に復活）、SEXY DYNAMITEでは敵の色気に惑わされたことを怒ったナナコに爆薬代わりに使用されてしまう（こちらは「大丈夫な自爆」らしい）。
チルドニクス
子供の竜。前作に登場したシルドニクスの息子であり、名前は時の女神が「シルドニクスの子供（チルドレン）だから」と付けたもの。卵の状態で村に奉納されていたが、グリモワールに一度呑まれたところを取り出されて以来、ユシアの手に渡る。しかし竜の卵は孵化まで200年もの年月を有するため、時の神殿より200年前へタイムスリップし、当時の歌族に預けたことで現代にて誕生した。竜の子供は凄まじい速さで成長し、孵化した瞬間にはユシア達を乗せて飛行が可能で、それから間もなく言葉も話せるようになった。
シルドニクスのように最終局面で再登場と言うこともなく、本人も活躍の場の少なさをやや気にしていたようだが、最終的にはユシアの言葉を受けて「やっぱり生まれてよかった」と考えた。
猛将グスタフ
帝国三将軍の一人。怪力の持ち主で、逆らう者は力で捻じ伏せ、欲しい物は力尽くで手に入れる。
魔王兵器を利用してクロノクリスタルを回収していた。最後は帝国研究所を守るために魔王兵器コンゴリラに乗ってユシアと戦う。山を丸ごと投げると言う出鱈目な戦法で戦うが、その特徴を利用されて敗北。死亡したが、後に帝国城にてグリモワール・スペルヴィアの一部として復活し、再びユシアに襲い掛かる。
知将リヒター
帝国三将軍の一人。魔王兵器の開発者のマッドサイエンティスト。常に新しい研究材料を求めている。ユシアにクイズ勝負を挑むが敗北。搭乗した機械ごと爆発したが、スペルヴィアの一部として復活し、再びユシアと対峙した。
闘将シルベリア
帝国三将軍の紅一点。知性と腕力を買われて将軍となったが、礼儀礼節を重んじるが故に帝国のやり方に疑問を抱いている。後に処刑されそうになったところをユシアに助けられ、仲間になる。
皇帝ゴルバティス
アテナの父で帝国の皇帝。不可能を可能にすると言われる屈強な男性。人造魔王グリモワールによる世界征服を目論んでいる。
グリモワールが全て倒されるとその力を吸収し、「魔皇帝」となり大陸を浮上させた。何度も立ち上がってくるユシアを退けるが、ピュアクリスタルの力を引き出したユシアに圧倒され、ユウシャの一撃を受けて倒された。魔皇帝の巨体から本来の皇帝は分離し、死を覚悟するもアテナに救われる。しかし本体と分離しても魔皇帝の肉体は動き、ユシアに襲い掛かったがユウシャに破壊された。
実はグリモワールの製造や世界征服と言う野心は運命によって人格を操作されたためであり、アテナが慕う通り本来はそのようなことを望む人物ではない。メツヴォロスの死によって平和な時代が200年も続いたため、破滅のバランスを取るために運命に干渉されていた。

### 女神歴999年
クゥ
声 - 霜月はるか（挿入歌『遥かな空間（そら）へ』にて）
歌でタイムストリームの流れを整える歌族の少女。盲目である。ゴッドナインが歌族の集落を襲撃した際、「聖なる光」によって歌族の歌を封印したが、クゥは目が見えなかったためにその影響を受けずに済む。歌族で唯一歌える存在となった彼女はユウジャの神打倒の旅に同行。ゴッドナインが張る防護領域「聖域」を歌で中和することで活躍する。当初は粗暴なユウジャとも衝突してばかりだったが旅を通じて心を通わせていく。また、一時は歌を楽しく思えなくなり、歌えなくなってしまうがヤーシュの助言で思い直す。
歌族は「時の歌」と呼ばれる歌を完成させることを使命としており、クゥはその歌詞を作ることを一族より託された。旅を続けるごとにその経験から歌詞を作り、やがては完成させるに至った。ゲーム中でも実際にボーカル付きで流れる。しかし「時の歌」は世界を破滅させるほどのタイムストリームの乱れをも正常化させることが出来るが、それを歌うということは到底人間に耐え得るものではなかった。時の黒女神との決戦では別の時代に飛ばされたユウジャが現代に戻るまで歌い続けていたが、やがて力尽きる。それでもユウジャと仲間達の尽力で、そして自身のタイムストリームと引き換えに時の歌を時の黒女神に届け、正気に戻した後に消滅してしまう。しかし彼女のタイムストリームは時の女神の中で生き続けており、運命との最終決戦では歌で聖域を打ち破り、活路を切り開いた。戦いの後は時の女神の計らいでユウジャの傍に復活した。
30号
帝国軍将リヒターによって開発された時の女神型アンドロイド。時の女神のデータを元に開発されたため、時を撒き戻す機能を有する。しかし変に忠実にし過ぎたため、勇者の遺伝子を持つ者しか起動出来ないために放置されていた。また、がめつい訳ではないにしても動力としてお金が必要である。ユウジャによって発掘、起動させられ、失踪した時の女神に代わって活躍する。正式名称は「タイプ 時の女神型アンドロイド MGKV-T NO-30」で、30号とはユウジャが命名した。オリジナルとは異なり常識人で、冷静なツッコミをする。
最後はタイムホールで女神暦元年に飛ばされた際、時空転移できるほどのタイムストリームを持つ者がいなかったために自爆。自らを犠牲にユウジャを現代に送り返した。しかし実は天界で再生しており、大金を払うことで戦闘用に変化して仲間にできる。
カリン
旅の途中で出会うシスター。語尾に「〜です」と付けはするが、実際はかなり口が悪い。ゴッドナインの一人アラヴェスカの怒りを鎮めようと祈っていたが全然効果がなかったため、ユウジャに協力。元々少なかった神への信仰心を完全になくし、ユウジャの神退治の旅に同行する。
オロン
とある村の少年。村を守るため、契約の塔にて天使か悪魔との契約に挑戦していたが失敗していた。ヴィーナスセブンの一人、殺戮長女に村が襲われた際にユウジャに殺戮長女の討伐を頼むが、その他力本願さを一蹴される。それによって決意を固め、契約に成功。殺戮長女を倒した。
天使か悪魔のどちらかと契約可能であり、それぞれ性能が異なる。クリア後にクエストをやりなおせば両方のオロンを仲間にすることが出来る。
サッチャン
ヴィーナスセブンの一人、虐殺三女。サッチャンとは愛称である。バイクを乗り回す生粋の走り屋であり、世界の破滅には興味はない。口癖は「夜露死苦」。ユウジャにレース対決を挑み、敗北。再戦を誓って去ろうとしたが、ユウジャの情け容赦ない攻撃に倒れた。その際にユウジャに惚れ込み、仲間になる。
アシュラコ
ヴィーナスセブンの一人、阿修羅撫子。正々堂々の勝負を望む武人であり、卑怯な真似をした者は部下であろうと容赦しない。阿修羅の名の通り、六本の腕を持つ。
バトルコロシアムでユウジャと対決。二度の敗北後、その根性を買われてユウジャに半ば強制的に仲間にされた。
時の黒女神
タイムストリームの不足で豹変した時の女神。お金とタイムストリームを集めるために世界を破滅させようと独断と偏見で「ヴィーナスセブン」を生み出しユウジャと敵対した。既に本来の意識はなく、気分次第で世界を滅ぼそうと考える正真正銘の悪ではあるが、がめつさといい加減なノリは変わらない。見え見えの罠に引っ掛かったり（そもそも前作で既に同じような目に遭っている）、レースの賭けや巨大ロボの建造に生活費まで注ぎ込んだりと、寧ろ平常時よりもいい加減さに拍車が掛かっており、挙句の果てに自分の神殿の光熱費すら払えなくなるほど落魄れ、ユウジャにすら「どんどんダメ女神になっていく」と呆れられた。
時の神殿でユウジャ達と対決する。圧倒的な力を持つものの最後はクゥの命と引き換えに正気に戻り、全てを操る運命への復讐に燃えた。

### 女神暦1000年
ハイロウ
元から天界にいた天使たちとは違った存在の、運命が主である天使たち。それぞれ○天使ハイロウという名前を冠している。
天界の最初のクエストで、ユーシャたちに次々と襲い掛かってくる。
サーシャ
緑の髪の天使でユーシャの母。前作で登場したサーシャと同一人物である。元々はラミデスによって蘇生させられたゾンビだったが、ユウシャによって救われ成仏した。その後、タイムストリームが天界に昇り、下界での善行が認められて天使となった。ユウシャに会うために地上に下り、そのまま魔王退治の旅に同行。やがてユーシャを出産する。ユウシャがユーシャを追って封印されることを知った後は自身のタイムストリームを日記に宿し、家族と再会する時を待って眠りに就いた。ユーシャ達が日記を全て集めることで復活し、親子の再会を果たす。運命を倒した後はユウシャと共に元の時代に戻り、彼の旅暮らしに付いて行った。
スキル名は前作のとあるイベントが元になっている。なお、天使は老化しないため、ユーシャの母でありながら容姿は前作と同じく少女のままである。
ヴァールハイト
運命を運ぶ者達。神々がユウジャによって根こそぎ倒されたため、その代替として運命自身が生み出した存在。そのため、魔王とも神とも異なる異次元の存在と言える。その本体は「リューゲ」という異形の兵器である。ユーシャ達に次々と襲い掛かり、一人、また一人と仲間達の命を奪っていくが、ディスティニーソードを手にしたユーシャにリューゲを倒され、全滅した。
運命
本作の最終ボス。この世の全ての運命を司る存在であり、運命そのもの。禍々しい機械のような姿をしており、いわばこの世界のタイムストリームを制御するコンピュータである。各部位が「破滅の運命」「変えられない運命」などと言った名称を持っており、最上部には核である「運命の渦」と呼ばれる球体が存在する。
いつの間にか天界に存在し、当たり前のように神々に守られていたという。その目的はタイムストリームを流し続けること。生と死の循環こそ最も効率良くタイムストリームを流す方法であったため、世界を救う勇者と世界を脅かす魔王をそれぞれ生み出しては戦わせて平和と破滅のバランスを保っていた。従って、この世界の戦いの歴史は全て運命によって操られた平和と破滅の均衡である。
その消滅は世界の消滅を意味すると主張し、障害となるユーシャ達を排除しようとする。しかし人々の生命の営みが流すタイムストリームこそが世界を紡ぐと信じたユーシャ達に運命の渦を破壊され、完全に消滅した。

## 用語
タイムストリーム
万物を司る生命と時間のエネルギー。森や大地と言った自然界、人間、動物はもちろん、魔王にも、この世界に存在するもの全てに流れており、生命は死ぬと世界に満ちるタイムストリームの海に還っていく。超速レベルアップとは対象に流れるタイムストリームを加速させたために起こる現象であり、逆にタイムストリームの流れが止まった者は時間も止まる。作中ではナイトがこの方法で時を止めている。時の女神の力とはタイムストリームを操作する力である。また、ごく例外的な方法だがタイムストリームを再構成することで死者を生き返らせることも不可能ではない。
破滅の呪文
前作から魔王達が唱え続けている呪文で、世界を破滅させる力を持つ。詠唱時間は30秒。本作ではその派生としてエイトエレメンツ達による「滅びのブレス」、神やヴィーナスセブンによる「破滅の唱」なども存在する。種類によって効果は異なり、大陸一つを滅ぼす程度のものや全世界を破壊し尽くすものなどさまざまである。一部、詠唱時間が異なるものもある。
超魔王
嘗て時の女神と激しい戦いを繰り広げたもう一人の女神。前作の戦いの元凶であり、その身体から漏れ出したエネルギーが魔力としてモンスターや魔王に力を与えていた。魔人ノワールの手によって復活し、全時空を破壊しようとしたがユウシャ達に倒された。
正確にはその後でノワールが超魔王を吸収し、最強の存在へと進化したのだが、今作ではそのノワールの最強形態が超魔王という扱いになっており、黒幕であったはずのノワールについては存在すら触れられていない。
勇者城
その昔、天界より落ちてきたとされる移動する城。勇者のタイムストリームに反応して起動すると言われている。作中では起動に必要なパーツ「聖剣シロノアシ」をダイクンが生活費のために売却してしまっていたため、買い戻すところから始めなければならない。城に足が付いたみょうちきりんなデザインで、拡張することによって城を積み重ねたりパーツを交換することが出来る。
巨大モンスターとは勇者城で戦うことになり、ボスキャラが巨大モンスターであったなら同様に勇者城でなければ倒せない。なお、ボスは高く飛び上がってキックでトドメを刺す。
魔剣ユーシャイーター
持つ者の魂と引き換えに絶大な力を与える魔剣。七支刀のような形をしている。剣自体が意識を持っており、この剣を手にした者は当面は不老不死になる代わりに徐々に魂を喰われ、最期は剣の餌食となってしまう。如何なる攻撃でも破壊することは出来ず、完全に消滅させるためには天界のある場所で取れる神水を掛けなければならない。
天界
天上世界。神や天使が住む領域であり、死者のタイムストリームが行き着く先でもある。生前の善行が認められれば例えモンスターでも天使に転生することが出来る。現在では運命に支配されており、神々は運命の言いなりとなっている。しかしその下位存在である天使達は神々や運命へ反抗心を抱いており、運命を倒しに来たユーシャ達に協力する。
魔界
地下世界。魔族や魔王が棲む禍々しい大地であり、世界を守るために神々が遣わしたエイトエレメンツによって封印されていた。しかし実際は魔王が邪悪なだけであって、魔族そのものは人間に敵愾心を持っているわけではない。元々魔族も天使も地上で人間達と共存していた種族だが、神々や魔王の存在によって人間と相容れぬものとして認識されていた。
エイトエレメンツ
さまざまな属性を持つドラゴン達。ウッドドラゴン、ホースドラゴン、ミストドラゴン、リングドラゴン、ダイノドラゴン、ロックドラゴン、フィジックドラゴン、マジックドラゴンの8体。その正体は魔界を封印している聖なる獣である。全て倒されることによって魔界の封印が解かれるが、そのためのセキュリティとして自らを倒した者へ呪いを掛け、封印破壊の暁には破滅の呪文によって世界ごと魔王達を葬るシステムとなっている。
グリモワール
帝国がクロノクリスタルから作り上げた人造魔王。グラヴィドン、グラグェート、ルクスデウス、アヴァ、フェグォット、エインヴィー、スペルヴィアの7体。その力を以って世界を支配するつもりであったが、7体とも制御出来ず世界中に散ってしまう。
実はポリノワールと言う8体目のグリモワールも存在するが、こちらは隠しボス扱いなので倒す必要はない。前作の最終ボスであるノワールを模したものだが、バーチャルボーイ風の仮想世界のボスというネタキャラ的な扱いを受けている。
ゴッドナイン
神々の最上位に位置する者達。戦いのヴァーチ、砦のジルヴェスタ、地のブレルード、天のワールート、光のゴスペリア、鏡のカプリティオ、海のレイケ、火のアラヴェスカ、聖のオラトゥーリオの9人。いずれも神らしい傲慢な性格で、地上のタイムストリームを根こそぎ奪うために降臨した。
ヴィーナスセブン
時の黒女神が独断と偏見で世界中の生み出した7人の女神。世界中の悪意を集めて作られたという。阿修羅撫子、地獄乙女、絶望淑女、百合夜叉、殺戮長女、虐殺三女、朔蘭の7人。このうち完全な悪とも言い切れない阿修羅撫子と虐殺三女は生き残って改心し、仲間になる。
聖域
神々が張る防御領域。この効果範囲内のものには一切ダメージを与えることが出来ない。逆にこちらが効果範囲に入るように展開された場合は通常通り戦うことが出来るが、中和するか術者を倒さない限り外に出ることが出来ない。歌族の歌でのみ中和可能。

## 製作アーティスト
サウンド：伊藤賢治、下村陽子、光田康典、浜渦正志、谷岡久美、並木学、岩田匡治、弘田佳孝、なるけみちこ、岩垂徳行、霜月はるか、桜庭統、岩月博之、田中敬一、青木佳乃、柴田徹也、麻中秀樹、井内舞子、中橋孝晃、冷牟田卓志、山手安生、YAMAPY_1、一色由比、Otomania、エンジンズ、BLACKART（神野貴志/銀河方面P）
キャラクターデザイン：須田彩加、緑川美帆、rareengine、一徳、小城崇志、塚本陽子、結川カズノ、シュン、獅子猿、風間雷太、hippo、甲壱、前河悠一、ヒロアキ
スーパーバイザー：吉田浩太郎（UUE） - 『三十秒勇者』原作者
プロデューサー/ディレクター：高木謙一郎